# Orion 4
Orion 4 è una missione del Programma Constellation.
Il 1º febbraio 2010, in occasione della presentazione del budget per l'anno fiscale 2011, il Presidente Barack Obama ha proposto di eliminare il programma Constellation. In accordo con il Presidente, il 10 marzo, la NASA ha ufficializzato la sospensione del programma.
Essa prevedeva il lancio della navetta Orion tramite il vettore Ares I che avrebbe effettuato un rendezvous con la Stazione spaziale internazionale. Dovevano essere continuate le valutazioni sui sistemi di navigazione, propulsione e protezione termica della navetta.